# Нефеды
Нефе́ды (бел. Няфе́ды) — деревня в Сморгонском районе Гродненской области Белоруссии.
Входит в состав Вишневского сельсовета.
Расположена у восточной границы района. Расстояние до районного центра Сморгонь по автодороге — около 28,5 км, до центра сельсовета агрогородка Вишнево по прямой — чуть более 8,5 км. Ближайшие населённые пункты — Айцвилы, Светиловичи, Семенки. Площадь занимаемой территории составляет 0,5070 км², протяжённость границ 7450 м.

## История
Нефеды отмечены на карте Шуберта (середина XIX века) в составе Дуботовской волости Свенцянского уезда Виленской губернии. В 1865 году Нефеды насчитывали 99 ревизских душ, 12 дворов и 213 жителей, из них 2 православных и 211 католиков. Часть имения Жодишки, бывшего владения Милачевских, затем Бокшанских..
После Советско-польской войны, завершившейся Рижским договором, в 1921 году Западная Белоруссия отошла к Польской Республике и Нефеды были включены в состав новообразованной сельской гмины Жодишки Свенцянского повета Виленского воеводства. 1 января 1926 года гмина Жодишки была переведена в состав Вилейского повета.
В 1938 году Нефеды насчитывали 42 дыма (двора) и 226 душ.
В 1939 году, согласно секретному протоколу, заключённому между СССР и Германией, Западная Белоруссия оказалась в сфере интересов советского государства и её территорию заняли войска Красной армии. Деревня вошла в состав новообразованного Сморгонского района Вилейской области БССР. После реорганизации административного-территориального деления БССР деревня была включена в состав новой Молодечненской области в 1944 году. В 1960 году, ввиду новой организации административно-территориального деления и упразднения Молодечненской области, Нефеды вошли в состав Гродненской области.

## Население
Согласно переписи население деревни в 1999 году насчитывало 109 человек.

## Транспорт
Через деревню проходит автомобильная дорога местного значения Н6131 Вишнево — Войстом — Рацевичи.
Через деревню проходят регулярные автобусные маршруты:
- Сморгонь — Вишнево
- Сморгонь — Свайгини

## Достопримечательности
В километре к юго-западу от Нефед находятся остатки фортификационных сооружений постройки 1915—18 годов.